# Prostituce v Botswaně
Prostituce v Botswaně není nelegální, ale k trestnímu stíhání prostitutek se v zemi používají zákony jako porušování veřejného pořádku, tuláctví či státem uznaná náboženská ustanovení. S prostitucí související činnosti, jako je provozování nevěstinců, jsou nezákonné. Botswana předložila návrh, aby se prostituce legalizovala, aby se tak zabránilo šíření AIDS. Katolická církev však proti tomuto návrhu vedla masivní kampaň. Prostituce je i přesto v zemi rozšířená a odehrává se na ulici, v barech, hotelech, nevěstincích a v kabinách nákladních automobilů dálkových řidičů.
Vymáhání práva v Botswaně je slabé, nekonzistentní a zkorumpované. Sexuální pracovnice jsou ze strany policistů vystavovány násilí a vydírání. Policisté někdy po prostitutkách požadují sex nebo úplatky. V případě zahraničních prostitutek k tomu jsou nuceny pod pohrůžkou deportace. Ve zdravotních střediscích jsou zdarma k dispozici kondomy, ty však často prostitutkám zabavuje policie.
V hlavním městě Botswany, v Gaborone, jsou hlavní oblastí, kde jsou poskytovány sexuální služby Nákupní komplex Gaborone West a přilehlé ulice. Ve městě Francistown je hlavní oblastí prostituce čtvrť Itekeng známé jako Doublers. V obou městech pochází většina prostitutek ze Zimbabwe. Podle odhadů Ministerstva zdravotnictví Botswany žilo v roce 2013 v zemi více než 1 500 zimbabwských prostitutek, především v Gaborone, Francistownu a Kasane. Celkem v této oblasti v té době působilo přibližně 4 000 sexuálních pracovnic.
Ačkoliv je homosexualita v zemi stigmatizována, mužská prostituce je v Botswaně na vzestupu, a to zejména v Gaborone, Palapye, Francistownu, Maunu, Kasane a Kazungule.

## Právní situace
Následující položky trestního zákoníku Botswany se používají ke kriminalizaci prostituce a s ní souvisejících činností: urážka náboženství, zadržování osob pro nemorální účely, osoba žijící z výdělků z prostituce, prostory využívané k prostituci, nevěstince, tuláctví, šíření infekce a další.
Podle článku 57 Zákona o dětech z roku 2009 je zločinem navádění, nucení nebo povzbuzování dítěte k prostituci, za což pachateli hrozí trest odnětí svobody v délce trvání dva až pět let nebo pokuta 50 tisíc botswanských pul. Zákon o boji proti obchodu s lidmi z roku 2014 kriminalizuje všechny formy obchodu s lidmi, v zásadě se řídí mezinárodním právem a činný trestným použití síly, podvodu nebo nátlaku za účelem vykořisťování.

## HIV
V Botswaně probíhá jedna z nejvážnějších epidemií HIV/AIDS na světě. Prevalence HIV v zemi mezi dospělými ve věku 15 až 49 let je 24,8 %, což je třetí nejvyšší hodnota na světě. Horší výsledky má pouze Lesotho a Svazijsko. Jednou z vysoce rizikových skupin obyvatelstva jsou prostitutky. Podle dat z roku 2012 byla prevalence HIV mezi sexuálními pracovníky v Botswaně 61,9 %.
Problémem je, že mnoho klientů prostitutek odmítá používat kondom. Mnozí si připlatí za nechráněný sex nebo si nechráněný pohlavní styk vynucují násilím.

## Sex trafficking
Botswana je zdrojovou, tranzitní i cílovou zemí pro ženy a děti, které se staly oběťmi sex traffickingu. Mezi obyvatele Botswany nejvíce ohrožené obchodem s lidmi patří nezaměstnané ženy, chudí obyvatelé venkovských oblastí, pracovníci v zemědělství a děti. Botswanské ženy a dívky jsou ve vlasti nuceny k prostituci a to jak v barech tak u hlavních dálnic, kde poskytují sexuální služby řidičům nákladních vozidel. Někdy jsou do Botswany dopravovány ženy ze sousedních zemí a poté zde vystaveny sexuálnímu vykořisťování.